# Jarzębinka (Wysoczyzna Elbląska)
Jarzębinka – wzniesienie o wysokości 181,2 m n.p.m. na Wysoczyźnie Elbląskiej, położone w woj. warmińsko-mazurskim, w powiecie elbląskim, na obszarze gminy Milejewo.
Nazwę Jarzębinka wprowadzono w 1958 roku zastępując niemiecką nazwę "Quitsch Berg".
Na południe od wzniesienia w odległości ok. 1 km znajduje się wieś Majewo.